# Blek
Blek é um jogo eletrônico para um jogador criado pela equipe Kunabi Brother. Lançado em 2013 para a plataforma Android e em 2014 para a plataforma iOS, o objetivo do jogo é fazer com que o jogador desenhe uma linha preta semelhante a uma serpente que se repete em vários padrões e níveis de velocidade, removendo pontos coloridos e apagando pontos pretos. O caráter minimalista do jogo tem a colaboração dos artistas Erin Gee e Golan Levin, além da caligrafia de Bauhaus. A equipe propuseram o jogo como uma adaptação touchscreen do clássico Snake, sendo trabalhado durante seis meses.
De modo geral, o jogo recebeu críticas positivas, elogiando o grau de restrição do aplicativo. Meses após o lançamento, o jogo chegou ao topo de aplicativos mais baixados da App Store. Em 2014, recebeu um Apple Design Awards 2014, além da venda de mais de um milhão de cópias.

## Jogabilidade
Blek é um jogo de quebra-cabeça em que o jogador desenha uma linha preta semelhante a uma cobra, que é gravada e reproduzida repetidamente na tela.  O objetivo é, em primazia, remover alvos de pontos coloridos quando houver repetição na tela, mas sem tocar os pontos pretos. As linhas que sobrepõem a tela reajustam o nível, enquanto as linhas que se deslocam para a esquerda e direita da tela refletem de volta para os pontos. Além de repetir o padrão desenhado pelo jogador, o curso do jogo imita o ritmo do jogador ao desenhar as linhas. O jogo é iniciado sem qualquer aviso ou tutorial, além de usar um dedo na tela como experimento. Os enigmas iniciais são em telas abertas e brancas, onde o jogador pode resolvê-los por "acidente". Contando com 80 níveis, as fases mudam de dificuldade e requerem soluções mais complexas. O aplicativo contém elementos adicionais, como um ponto que age em reação em cadeia, lançando outros pontos quando a linha for atingida. Quando os pontos coloridos são atingidos, o jogo emite uma onomatopeia whoosh. No entanto, quando os pontos pretos são atingidos, o nível é reiniciado. O jogo é representado em cores foscas, sem recurso de pausa ou menu adjacente. Os jogadores, portanto, navegam entre os enigmas usando três ícones na tela. Para manter a estadia do usuário, o jogo não conta com propagandas ou anúncios.

## Desenvolvimento
Blek foi construído para a plataforma iOS pelos irmãos Denis Mikan e Davor Mikan. Devido à experiência de ambos em codificação, os desenvolvedores dos jogos não foram negociados. Blek é o primeiro jogo em conjunto com a empresa Kunabi Brother. Davor já havia criado jogos em Flash e apresentou esta ideia para o jogo. Aproximando-se a Denis sobre a adaptação do jogo Serpente, Denis atribuiu a ideia do jogo conter uma linha que represente uma ideia após desenhada. O pensamento foi inspirado pelos desenhos de caligrafia e tinta do artista e poeta japonês Matsuo Busho. Em meados de 2013, criaram protótipos para o jogo, quando Davor se juntou a um artista parisiense, no momento em que começou a conciliar o desenvolvimento e a música. A experiência no período de residência de Davor o estimulou a ganhar interesse no meio dos jogos, apoiando os irmãos a terminarem o jogo nos próximos seis meses.

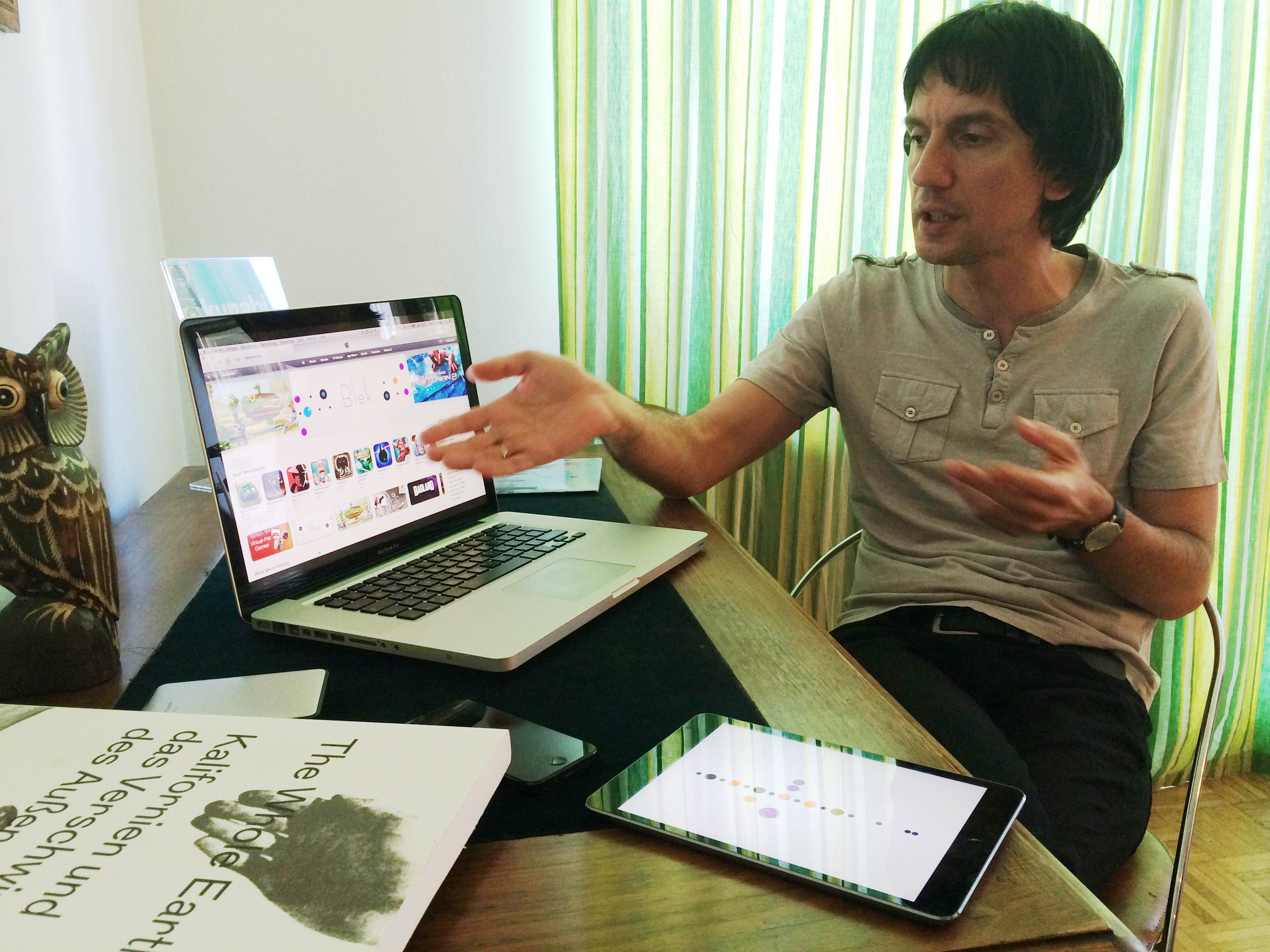
Denis Mikan, produtor do jogo Blek

As influências para o jogo vieram do livro Yellowtail de Golan Levin e Point and Line to Plane de Wassily Kandinsky. A sonoridade usa trechos da canção "Yamaguchi Mouthpiece I", da compositora Erin Gee. O design do jogo conta com influências da desenvolvedora Thatgamecompany, Vectorpark e Windosill. O jogo foi escrito no mecanismo Unity e testado pelos amigos dos desenvolvedores. Como o principal interesse era unir a arte, artesanato e tecnologia, o jogo não possuiu campanha de marketing ou midiática. Os criadores, portanto, expressaram pouco desejo em atribuir questões lucrativas ao jogo, embora compartilhassem nos meios de comunicação.
Em 2013, o jogo foi lançado para iPads e, em 7 de janeiro de 2014, recebeu uma versão para o iPods e iPhones. Quatro meses após o lançamento, criaram campanhas de marketing para o jogo. Após algumas campanhas feitas no YouTube, o jogo passou a fazer parte das listas de downloads da App Store. Em julho do mesmo ano, lançou-se uma versão para Android. A empresa desenvolvedora Kunabi Brother não planejava uma sequência para o jogo, embora pretendessem continuam com jogos experimentais sensíveis ao touchscreen.

## Recepção
| Críticas profissionais | Críticas profissionais |
| Pontuações agregadas   | Pontuações agregadas   |
| Fonte                  | Avaliação              |
| ---------------------- | ---------------------- |
| Metacritic             | 78/100                 |
| Avaliações da crítica  |                        |
| Fonte                  | Avaliação              |
| Game Rankings          | 78%                    |
| Edge                   | 8/10                   |
| Eurogamer              | 8/10                   |
| TouchArcade            | 4.0 de 5 estrelas.     |

Em termos gerais, o jogo Blek recebeu críticas favoráveis. De acordo com o site avaliativo Metacritic, o jogo recebeu uma pontuação de 78 de 100 pontos. Embora tenha sido lançado pela primeira vez em dezembro de 2013, o jogo recebeu a aclamação dos críticos de jogos. Em abril de 2014 na App Store, entrou para o ranking dos dez jogos pagos mais baixados. Em maio, chegou ao topo e, ainda em junho, permaneceu na listagem. Em 2014, foi premiado com o Prêmio Apple Design Award, destacando-se na categoria de "Indie Game Showcase". Apesar de ter vendido 30.000 cópias em fevereiro de 2014, depois de ser enviado à loja de aplicativos da Apple, vendeu 500.000 cópias até o mês de maio e mais de um milhão de cópias até junho do mesmo ano. A revista Edge comparou o jogo com a estética do jogo Hundreds. Os críticos da revista aclamaram o jogo devido à liberdade oferecida aos usuários.

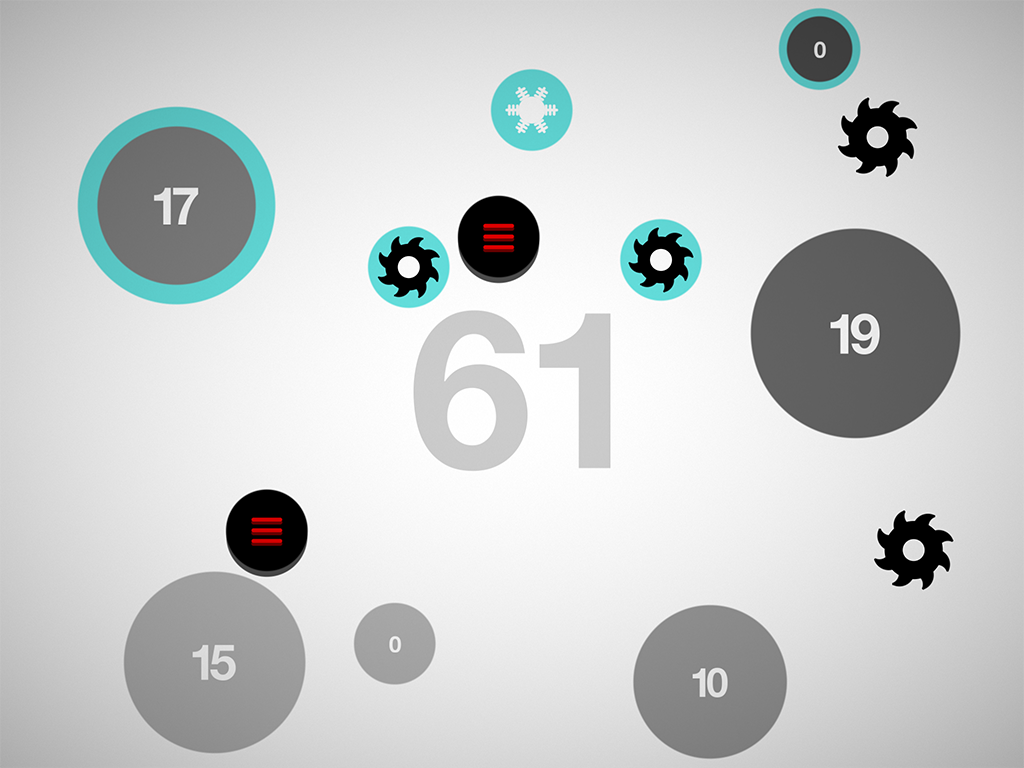
A revista Edge comparou a estética de Blek ao jogo Hundreds

A revista Edge salientou a beleza elegante e intuitiva a de Blek. Compararam o jogo a uma serpente modernista, de forma livre e touchscreen, embora fosse muito mais calma. A revista descreveu Blek como nada menos que um jogo de quebra-cabeça, mas também um mecanismo de criação de formas livres, privilegiando processo de experimentação sobre o objetivo de resolver enigmas. A revista escreveu que o jogo tornou perspectivas complexas e irritantes em soluções naturais. Rod Green comparou Blek ao Tetris e Threes!, envolvendo uma premissa de jogo simples e bem executada, acrescentando que o jogo não seria tão facilmente copiado devido à complexidade do design. Mike Fahey, do blog Kotaku, classificou Blek como o jogo mais brilhante para iPad que havia jogado em 2013.
Christian Donlan, do site Eurogamer, descreveu a pessoalidade do jogo. Salientou a mecânica básica do jogo, a velocidade e a hesitação que o integram. Donlan escreveu que o jogo aborda vários tipos de quebra-cabeças, pois o jogador pode ter espaços para prever o movimento das linhas, semelhante aos jogos de campo minado e labirintos. Shaun Musgave, do portal TouchArcade, observou quea dificuldade do jogo aumenta a partir do vigésimo nível, requisitando maior precisão do jogador. Além disso, descreveu uma pequena margem de erro dos níveis anteriores. No entanto, classificou o jogo como ideal para touchscreen.